# HD 38385
HD 38385，又名CD-39 2140，SAO 196116、HR 1981，是一颗恒星，视星等为6.25，位于銀經244.95，銀緯-29.36，其B1900.0坐标为赤經5h 40m 11.9s，赤緯-39° -29.36′ 4″。